# Холлоуэй, Стэнли
Стэнли Холлоуэй (англ. Stanley Holloway, 1 октября 1890 — 30 января 1982) — британский актёр.

## Биография
Актёрскую карьеру начал в 1910 году на театральной сцене. В годы Первой мировой войны служил в пехоте во Франции, а в 1916 году принимал участие в подавлении Пасхального восстания в Ирландии. После войны он вернулся в театр, добившись значительного успеха в постановках на Вест-Энде. В начале 1930-х Холлоуэй дебютировал на большом экране, появившись в дальнейшем в таких картинах как «Майор Барбара» (1941), «Короткая встреча» (1945), «Цезарь и Клеопатра» (1945), «Гамлет» (1948), «Банда с Лавендер Хилл» (1951), «По методу Харма» (1965) и «Десять негритят» (1965).
В 1956 году с успехом исполнил на Вест-Энде, а затем и на Бродвее, роль Альфреда Дулиттла в мюзикле «Моя прекрасная леди». В 1964 году актёр снялся в этой же роли в голливудской экранизации данного мюзикла, получив за свою роль номинацию на премию «Оскар». Актёр скончался от инсульта в Литлхемптоне в возрасте 91 года.

## Избранная фильмография
| Год  |   | Русское название             | Оригинальное название               | Роль                   |
| ---- | - | ---------------------------- | ----------------------------------- | ---------------------- |
| 1944 | ф | Этот счастливый народ        | This Happy Breed                    | Боб Митчелл            |
| 1944 | ф | Путь вперёд                  | The Way Ahead                       | рядовой Тэд Брюэр      |
| 1945 | ф | Короткая встреча             | Brief Encounter                     | Альберт Годби          |
| 1946 | ф | Разыскивается за убийство    | Wanted foe Murder                   | сержант Салливан       |
| 1948 | ф | Гамлет                       | Hamlet                              | могильщик              |
| 1949 | ф | Пропуск в Пимлико            | Passport to Pimlico                 | Артур Пембертон        |
| 1951 | ф | Зёрнышко дикого овса         | One Wild Oat                        | Хамфри Праудфут        |
| 1951 | ф | Банда с Лавендер Хилл        | The Lavender Hill Mob               | Альфред «Эл» Пендлбери |
| 1953 | ф | Опера нищих                  | The Beggar’s Opera                  | мистер Локит           |
| 1955 | ф | Аллигатор по имени Дэйзи     | An Alligator Named Daisy            | генерал                |
| 1961 | ф | Мошенники                    | On the Fiddle                       | мистер Куксли          |
| 1964 | ф | Моя прекрасная леди          | My Fair Lady                        | Альфред «Алфи» Дулиттл |
| 1965 | ф | По методу Харма              | In Harm's Way                       | Клейтон Канфил         |
| 1965 | ф | Десять негритят              | Ten Little Indians                  | Уильям Блор            |
| 1970 | ф | Частная жизнь Шерлока Холмса | The Private Life of Sherlock Holmes | могильщик              |